# Paraíba do Sul
Paraíba do Sul este un oraș în unitatea federativă Rio de Janeiro (RJ), Brazilia.